# Minkowice Oławskie (gromada)
Minkowice Oławskie – dawna gromada, czyli najmniejsza jednostka podziału terytorialnego Polskiej Rzeczypospolitej Ludowej w latach 1954–1972.
Gromady, z gromadzkimi radami narodowymi (GRN) jako organami władzy najniższego stopnia na wsi, funkcjonowały od reformy reorganizującej administrację wiejską przeprowadzonej jesienią 1954 do momentu ich zniesienia z dniem 1 stycznia 1973, tym samym wypierając organizację gminną w latach 1954–1972.
Gromadę Minkowice Oławskie z siedzibą GRN w Minkowicach Oławskich utworzono – jako jedną z 8759 gromad na obszarze Polski – w powiecie oławskim w woj. wrocławskim, na mocy uchwały nr 24/54 WRN we Wrocławiu z dnia 2 października 1954. W skład jednostki weszły obszary dotychczasowych gromad Minkowice Oławskie, Biskupice Oławskie i Wójcice ze zniesionej gminy Bystrzyca oraz Kopalina ze zniesionej gminy Laskowice (Oławskie) w tymże powiecie. Dla gromady ustalono 15 25 członków gromadzkiej rady narodowej
1 stycznia 1969 do gromady Minkowice Oławskie włączono wsie Miłocice i Miłocice Małe ze znoszonej gromady Posadowice w powiecie oleśnickim w tymże województwie.
Gromada przetrwała do końca 1972 roku, czyli do kolejnej reformy gminnej.